# Rennaz
Rennaz är en ort och kommun  i distriktet Aigle i kantonen Vaud, Schweiz. Kommunen har 931 invånare (2023).